# Dilatation chimique
La dilatation chimique, aussi appelée expansion chimique et gonflement chimique, est l’augmentation de dimension (linéique) ou de volume (volumique) d’un matériau ou de tout milieu réactionnel à la suite d'une réaction chimique. Cette dilatation peut aussi être négative (on parle alors de contraction chimique), réversible ou non.
Cette dilatation / contraction peut être entièrement interne (sans échange de matière avec l’environnement), ou au contraire impliquer une interaction avec celui-ci, par exemple : oxydation / réduction, hydratation / dessiccation.

## Réactions chimiques en phase gazeuse
Pour une réaction chimique en phase gazeuse, l’expansion (ou contraction) chimique est déterminée, pour des gaz parfaits, par la différence du nombre de moles des produits comparé à celui des réactifs. Pour un calcul plus précis, on peut utiliser les corrections usuelles pour les gaz réels.

### Exemples
- Combustion du méthane ({\displaystyle {\ce {CH4}}}) par le dioxygène ({\displaystyle {\ce {O2}}})
  - Réaction : {\displaystyle {\ce {CH4 + 2O2 -> CO2 + 2H2O}}}
  - Produits / réactifs : 3 / 3 moles
  - Pas d’expansion chimique
- Combustion de l’octane ({\displaystyle {\ce {C8H18}}}, approximation de l’essence) par le dioxygène pur
  - Réaction :{\displaystyle {\ce {2 C8H18 + 25 O2 -> 16 CO2 + 18 H2O}}}
  - Produits / réactifs : 34 / 27 moles
  - Expansion chimique = 1,259 – 1 = 25,9 %
- Combustion de l’octane par l’air
  - Approximation : air ~ {\displaystyle {\ce {4 N2 + O2}}}
  - Réaction : {\textstyle {\ce {2 C8H18 + 100 N2 + 25 O2 -> 16 CO2 + 100 N2 + 18 H2O}}}
  - Produits / réactifs (nominal) : 134 / 127 moles
  - Expansion chimique = 1,055 – 1 = 5,5 %
  - Note : cette expansion, réaliste dans un moteur à combustion interne, est bien plus faible que ne le laisserait penser le calcul ci-dessus avec l'oxygène pur.

## Applications

### Production de mousses polymères
Une forte expansion chimique peut être produite par une réaction de polycondensation générant un produit d’élimination gazeux. Un exemple est la réaction de deux groupes isocyanate ({\displaystyle {\ce {R - N = C = O}}}) et une molécule d'eau ({\displaystyle {\ce {H2O}}}), entraînant la formation d’un pont urée ({\displaystyle {\ce {- NH - CO - NH -}}}) et l’évolution de gaz carbonique ({\displaystyle {\ce {CO2}}}). Cette réaction permet de fabriquer des mousses polyuréthane.

### Hygromètre à cheveux: mesure de l'humidité
Les matières hygroscopiques, telles que le cheveu, présentent généralement un phénomène de dilatation hygrique, qui est utilisé dans les hygromètres à cheveux pour mesurer l’humidité ambiante.

### Mortiers et bétons expansifs
Certaines réactions d’hydratation des composés des ciments et de la chaux peuvent entraîner une dilatation chimique, ce qui permet deux applications :
- compensation du retrait, par exemple avec du ciment sulfo-alumineux ;
- démolition sûre sans explosif, avec un mortier expansif de démolition (en).

## Problématiques liées

### Réactions dans les bétons et mortiers
Si la dilatation chimique dans les bétons et mortiers peut être souhaitable (cf. ci-dessus), plusieurs phénomènes de dilatation / contraction peuvent affecter les ouvrages.
- Le retrait du béton, dû à un ensemble de phénomènes physicochimiques, provoque souvent une fissuration de celui-ci.
- Une mauvaise formulation ou la présence de matières indésirables peut entraîner des dilatation chimiques internes et la désagrégation progressive du matériau, via diverses réactions alcali-granulat (RAG).
- La corrosion des armatures du béton armé entraîne également une forte dilatation chimique (la rouille occupant beaucoup plus de volume que l’acier qu’elle a consommé), provoquant à terme l’éclatement du béton.

### Absorption - désorption d'eau et mouillage - séchage
Les variations dimensionnelles dues à l’eau posent problème dans plusieurs industries, notamment :
- matériaux de construction : dilatation / contraction de bétons, mortiers, de la terre crue, de certaines pierres et du bois, pouvant entraîner des fissures et autres dégâts ;
- électronique : variations dimensionnelles des circuits imprimés, affectant la précision de leur fabrication.

### Composés non-stœchiométriques
Maintes applications utilisent des composés non-stœchiométriques à base de céramiques, notamment les piles à combustible / l’électrolyse à oxyde solide, les réacteurs à membrane, et les catalyseurs,. Dans ces matériaux, la variation de la concentration en défauts ponctuels (non-stœchiométrie, notamment en lacunes d’oxygène), engendrent, par dilatation chimique, des variations dimensionnelles correspondantes, qui peuvent causer la dégradation de ces matériaux fragiles.

### Traitement thermique des alliages métalliques
Le traitement thermique implique divers phénomènes physico-chimiques, au-delà de la simple transition de phase. Par exemple, les phénomènes de précipitation et de vieillissement (voulus ou non) entraînent aussi de légères variations dimensionnelles, qui doivent être prises en compte afin d'obtenir des dimensions finales précises sans (trop) devoir retoucher la pièce.
Certains traitements et phénomènes ajoutent ou enlèvent aussi des éléments en surface, par exemple la cémentation / la décarburation (carbone), la nitruration (azote), sans oublier l’oxydation, ce qui peut entraîner directement (volume) et indirectement (transitions de phase par déplacement d’équilibre) des variations dimensionnelles.

### Durcissement des résines organiques
Le durcissement de matériaux thermodurcissables, tels que les résines époxyde, génère des contractions chimiques pouvant aller jusqu’à plusieurs pour cent, entraînant potentiellement des conséquences délétères (affaiblissement, fissuration). Ces résines étant souvent utilisées pour l’encapsulation de composants et circuits électroniques, ces contractions peuvent également entraîner des dégâts sur les éléments délicats, en particulier les microsystèmes électromécaniques, les câblages filaires, voire les joints brasés des composants montés en surface.